# José María Villanueva
José María Villanueva (Mendoza, 1796 - San Miguel de Tucumán, 4 de noviembre de 1831) fue un militar y político argentino que participó brevemente de la campaña de José de San Martín a Chile y en las guerras civiles argentinas. Tuvo la particularidad de haber sido ejecutado, salvando su vida gracias a su obesidad.

## Biografía
Se dedicó a las tareas rurales en su juventud. Ingresó como oficial en el Regimiento de Granaderos a Caballo en 1816, y pasó a Chile al año siguiente, combatiendo en la Batalla de Chacabuco, en la que fue gravemente herido. Fue enviado de regreso a su ciudad; no estaba del todo restablecido en 1820, de modo que no pudo participar de la Expedición Libertadora del Perú.
En 1821 participó en la Batalla de Punta del Médano contra el caudillo chileno José Miguel Carrera. Más tarde participó en otros conflictos internos en su provincia; participó en la revolución unitaria de junio de 1824 y se identificó con el Partido Unitario.
En 1829 participó en la revolución de Juan Agustín Moyano contra el gobernador Juan Rege Corvalán. Participó con el grado de mayor en la Batalla de Pilar contra José Félix Aldao. Al finalizar la batalla, Aldao se enteró de que su hermano había sido muerto mientras negociaba la paz en el campamento enemigo; de modo que vengó su muerte realizando una matanza entre los oficiales prisioneros, entre ellos Villanueva, que fue degollado en el patio del cuartel de la maestranza, donde su cuerpo quedó abandonado. Pero su obesidad le había salvado la vida: la hebilla de su corbata desvió el tajo hacia la prominente papada de Villanueva, que quedó gravemente herido, pero no muerto. Uno de los frailes que atendía a los muertos para su sepultura lo descubrió y lo ocultó en el convento de Santo Domingo.
Reapareció en público seis meses más tarde, tras la invasión a Mendoza del coronel unitario José Videla Castillo, que asumió el gobierno provincial. Fue ascendido al grado de teniente coronel y nombrado jefe de Estado Mayor del ejército provincial.
A principios de 1831 participó en la Batalla de Rodeo de Chacón frente a Facundo Quiroga, que derrotó a las fuerzas de Videla Castillo. Huyó junto con este y otros oficiales a la Provincia de Córdoba, donde se puso a órdenes del general Paz durante la campaña contra la invasión de Estanislao López en la zona de El Tío.
Tras la prisión de Paz, participó en la retirada del ejército unitario hacia el norte bajo el mando del general Lamadrid. A órdenes de este participó en la Batalla de La Ciudadela, del 4 de noviembre, en que murió en combate.
Sus hijos Arístides y Joaquín Villanueva ocupatrían el cargo de Gobernador de la Provincia de Mendoza en los años 1870.